# Ramata-Toulaye Sy
Ramata-Toulaye Sy (Benzons, Francia, 1986) es una directora de cine y guionista  franco-senegalesa.

## Trayectoria
Ramata-Toulaye Sy es conocida por su primer proyecto como directora, el cortometraje Astel  (2021), ganador del premio Share Her Journey en el Festival Internacional de Cine de Toronto de 2021, y el Premio SACD y un Premio Especial del Jurado en el Cortometraje Internacional de Clermont-Ferrand de 2022. fiesta. Anteriormente fue coguionista de los largometrajes Sibel  y Our Lady of the Nile (Notre-Dame-du-Nil  Su primer largometraje Banel y Adama, rodado en 2022, fue  candidato a la Palma de Oro en la  76.ª edición del Festival de Cannes.